# Donje Psarjevo
Donje Psarjevo – wieś w Chorwacji, w żupanii zagrzebskiej, w mieście Sveti Ivan Zelina. W 2011 roku liczyła 311 mieszkańców.